# Maria de Esparza
Maria de Esparza, född 1625, död efter 1675, var en spansk naturläkare. Hon var den sista person som åtalades för häxeri av världslig domstol i Navarra i Spanien.
Maria de Esparza var en tiggare och naturläkare verksam i Navarra. Hon ställdes inför rätta i staden Asiain anklagad för mord på spädbarn, att vara en falsk naturläkare och för att ha åsamkat skada på vingårdar med hjälp av svart magi (maleficia). Som tiggare anklagades hon för att ha förtrollat dem som inte velat ge henne välgörenhet. Både hon och hennes make hade rykte om sig att syssla med trolldom. En del av hennes grannar vittnade om att hon kunde återge bröstmjölken till de mödrar vars mjölk sinat. Tolv bybor vittnade mot henne. Hon ställdes inför en världslig domstol.
Fyra läkare som inkallades som expertvittnen förklarade att hennes resultat som naturläkare inte kom från kunskap eller mirakel utan från Djävulen. Hon dömdes till 200 piskrapp och tio års förvisning. Hennes advokat arbetade för att få henne ställd inför spanska inkvisitionen, eftersom denna troligen skulle ge henne ett mildare straff (Inkvisitionen hade inte avrättat någon för häxeri sedan Maria Johan under Häxjakten i Navarra (1575–1576)). Inkvisitionen ville dock inte acceptera fallet eftersom de inte ansåg att fallet låg inom deras intresseområde.
Inget annan fall om häxeri förekom inom världslig domstol i Navarra (den region i Spanien med flest häxprocesser), efter detta, och av de 17 fall som ställdes inför inkvisitionen blev alla utom ett frikända.